# Dan Cake
Dan Cake er et dansk firma der producerer kager.
Firmaet blev stiftet i 1931 af Jens Eskildsen i Simmelkær 60 km nord for Give. Produktionen finder i dag sted på en fabrik i industrikvarteret nord for Give i Vejle Kommune. 
Bageriet flyttede til Give i 1959 og er siden 2004 ejet af en investor-gruppe der blandt andet omfatter den danske virksomhed Givesco hvor stifterens søn, Erling Eskildsen, er i spidsen.
Dan Cake har datterselskaber i flere europæiske lande.
Siden 2011 har Klaus Skov Eskildsen været administrerende direktør.
Dan Cake producerer blandt andet romkugler, tærter, brownier, roulader, snitkager og "halvmåner" som for eksempel citronmånen.